# Тринификация
Модель тринификации — разновидность теории великого объединения, предложенная A. де Руджуа, Г. Джорджи и Ш. Глэшоу в 1984 году.

## Описание
В модели тринификации постулируется калибровочная группа вида:
{\displaystyle SU(3)_{C}\times SU(3)_{L}\times SU(3)_{R}}
или
{\displaystyle [SU(3)_{C}\times SU(3)_{L}\times SU(3)_{R}]/\mathbb {Z} _{3}};
и предполагается, что фермионы образуют три семейства, каждое из которых описывается представлениями: {\displaystyle (3,{\bar {3}},1)}, {\displaystyle ({\bar {3}},1,3)} и {\displaystyle (1,3,{\bar {3}})}.
Модель включает в себя правостороннее нейтрино, которое может объяснить наблюдаемые массы нейтрино (но ещё не доказано, что оно существует) (см. нейтринные осцилляции).
Существует также скалярное поле {\displaystyle (1,3,{\bar {3}})} и, возможно, также {\displaystyle (1,{\bar {3}},3)}, называемое полем Хиггса, благодаря которому образуется вакуумный конденсат, приводящий к спонтанному нарушению симметрии.
{\displaystyle SU(3)_{L}\times SU(3)_{R}} to {\displaystyle [SU(2)\times U(1)]/\mathbb {Z} _{2}}
и также,
{\displaystyle (3,{\bar {3}},1)\rightarrow (3,2)_{\frac {1}{6}}\oplus (3,1)_{-{\frac {1}{3}}}},
{\displaystyle ({\bar {3}},1,3)\rightarrow 2\,({\bar {3}},1)_{\frac {1}{3}}\oplus ({\bar {3}},1)_{-{\frac {2}{3}}}},
{\displaystyle (1,3,{\bar {3}})\rightarrow 2\,(1,2)_{-{\frac {1}{2}}}\oplus (1,2)_{\frac {1}{2}}\oplus 2\,(1,1)_{0}\oplus (1,1)_{1}},
{\displaystyle (8,1,1)\rightarrow (8,1)_{0}},
{\displaystyle (1,8,1)\rightarrow (1,3)_{0}\oplus (1,2)_{\frac {1}{2}}\oplus (1,2)_{-{\frac {1}{2}}}\oplus (1,1)_{0}},
{\displaystyle (1,1,8)\rightarrow 4\,(1,1)_{0}\oplus 2\,(1,1)_{1}\oplus 2\,(1,1)_{-1}}.
См. ограниченное представление.
На каждое поколение элементарных частиц приходится по два нейтрино Майораны (в соответствии с осцилляциями нейтрино).
Обозначение представления как {\displaystyle (3,{\bar {3}},1)} и {\displaystyle (8,1,1)}, — это чисто физическое, а не математическое соглашение, где представления обозначают либо диаграммами Юнга, либо диаграммами Дынкина с числами на их вершинах, но все же оно общепринято среди теоретиков ТВО.
Так как гомотопическая группа
{\displaystyle \pi _{2}\left({\frac {SU(3)\times SU(3)}{[SU(2)\times U(1)]/\mathbb {Z} _{2}}}\right)=\mathbb {Z} },
эта модель предсказывает монополи. См. монополь ’т Хоофта–Полякова.